# Битољска битка
Битољска битка је битка вођена у Првом балканском рату(од 16–19. новембра 1912). Послије кумановске битке, турска Вардарска армија повлачила се у два правца: Преко Велеса – Прилепа и Тетова – Кичева према Битољу с намјером, да на јаким битољским положајима пружи пресудну битку у Првом балканском рату, због чега је још од 20. октобра почело утврђивање битољских положаја нарочитим трупама (4.000 анадолских регрута).
Правац преко Прилепа имао је да штити V турски корпус, VII корпус правац преко Кичева, а VI корпус правац ка Солуну.
Српска I армија (у коју је ушла и моравска II), гонила је непријатеља правцима преко Прилепа и Кичева, а грчка је војска наступала од Солуна преко Флорине ка Битољу.
Послије заштитничких бојева код Кичева и Алинаца, 7. и 5. корпус концентрисани су на битољским положајима, а 6. корпус, пошто је потукао једну грчку дивизију код Бањице, оставио је према њима заслон (17. низамску дивизију), а с остатком трупа доведен је на битољске положаје.
Српска I армија је због довршетка пораза турске вардарске армије, предузела напад на њу на тим положајима.
Најважнија одступница Турака у правцу Албаније био је пут Битољ - Ресен на који се излази јужним дијелом Бигле планине, обилазећи Облаковски вис. Овај западни, планински дио бојишта је тешко пролазан и због велике висине често под маглом. На овако одличном положају, Турци су били врло добро утврдили маскирали на источном дијелу бојишта сва села и вис Кјеромарицу.
Пред почетак битке Турци су имали свега 35.000 — 36.000 људи, од којих 28.000 до 30.000 бораца. Српска I армија имала је око 68.000 бораца (56.000 пушака, 3.500 сабаља и 167 оруђа).
План Српске I армије био је: извршити напад, ослањајући се јаче на главни операцијски правац (Велес—Прилеп, набацујући непријатеља углавном на југ, одакле је наступала грчка војска, и пресијецајући западну одступницу Турака на Ресен.

## Исход
Губици I армије били су: 3.230 погинулих, рањених и несталих. Заробљено је 35 официра и 3.365 војника и заплијењено 57 топова.
Турски губици били су: погинулих и рањених око 6.000, са заробљеницима свега око 9.400 људи и 57 топова.
Исходи ове битке били су: 
Коначно протјеривање остатака турске војске из Македоније у Албанију, гдје је њено расуло било само питање времена. Овом битком је завршен рат у Македонији између Србије и Турске.
Посљедице ове битке биле су:
Завршетак рата, а у политичком погледу, добијање права на западни део Македоније од Битоља до Црног Дрима.